# Astragalus puniceus
Astragalus puniceus là một loài thực vật có hoa trong họ Đậu. Loài này được Osterh. miêu tả khoa học đầu tiên.